# Danny Vukovic
Daniel Vukovic (Sydney, 25 marzo 1985) è un allenatore di calcio ed ex calciatore australiano, di origini serbe, di ruolo portiere, preparatore dei portieri del C.C. Mariners.

## Carriera
Nel settembre 2005, Vukovic debutta in A-League contro il Melbourne Victory, dove la squadra perde 2-1 ma riesce a parare un rigore ad Archie Thompson.
Il 29 giugno 2010 firma con il Konyaspor, ma a causa dei troppi giocatori in rosa rimane svincolato il 13 agosto. Firma così un contratto per un anno con il Wellington Phoenix, inizialmente utilizzato come riserva di Mark Paston, quando questo s'infortuna, prende posto tra i pali collezionando 17 presenze e riuscendo a segnare il primo storico gol per un portiere nel campionato australiano, nell'ultima giornata di campionato contro il N. Queensland Fury.
Il 4 giugno 2015 firma con il Melbourne Victory. Dopo una stagione passa al Sydney FC.
Il 21 giugno 2017 passa ai belgi del Genk. Il 4 agosto successivo esordisce in campionato contro lo Standard Liegi. Alla prima stagione colleziona 45 presenze, risultando tra il miglior portiere della stagione. In quattro stagioni vince il campionato e la Supercoppa.
Il 17 giugno 2021 firma un contratto biennale con opzione per la terza stagione con il N.E.C., club neo promosso in Eredivisie.

### Nazionale
Ha fatto parte della selezione Under-20 australiana che conquistò l'OFC U-20 Championship nel 2005.
Aveva la possibilità di rappresentare la Serbia viste le sue origini.
Debutta in Nazionale australiana dopo molte convocazioni nell'amichevole pareggiata per 0-0 contro la Colombia, subentrando dopo l'intervallo a Brad Jones e parando un rigore all'attaccante avversario Miguel Borja.
Viene convocato per i Mondiali di Russia 2018 dalla selezione oceanica come terzo portiere dietro a Mathew Ryan e Brad Jones.
Successivamente viene convocato anche per i Mondiali di Qatar 2022, anche questa volta come terzo portiere.
Il 1º marzo 2023 annuncia il proprio ritiro dalla nazionale.

## Statistiche

### Cronologia presenze e reti in nazionale
| Cronologia completa delle presenze e delle reti in nazionale ― Australia | Cronologia completa delle presenze e delle reti in nazionale ― Australia | Cronologia completa delle presenze e delle reti in nazionale ― Australia | Cronologia completa delle presenze e delle reti in nazionale ― Australia | Cronologia completa delle presenze e delle reti in nazionale ― Australia | Cronologia completa delle presenze e delle reti in nazionale ― Australia | Cronologia completa delle presenze e delle reti in nazionale ― Australia | Cronologia completa delle presenze e delle reti in nazionale ― Australia |
| Data                                                                     | Città                                                                    | In casa                                                                  | Risultato                                                                | Ospiti                                                                   | Competizione                                                             | Reti                                                                     | Note                                                                     |
| ------------------------------------------------------------------------ | ------------------------------------------------------------------------ | ------------------------------------------------------------------------ | ------------------------------------------------------------------------ | ------------------------------------------------------------------------ | ------------------------------------------------------------------------ | ------------------------------------------------------------------------ | ------------------------------------------------------------------------ |
| 27-3-2018                                                                | Londra                                                                   | Colombia                                                                 | 0 – 0                                                                    | Australia                                                                | Amichevole                                                               | -                                                                        | 46’                                                                      |
| 9-6-2018                                                                 | Budapest                                                                 | Ungheria                                                                 | 1 – 2                                                                    | Australia                                                                | Amichevole                                                               | -1                                                                       | 46’                                                                      |
| 15-10-2018                                                               | Al Kuwait                                                                | Kuwait                                                                   | 0 – 4                                                                    | Australia                                                                | Amichevole                                                               | -                                                                        |                                                                          |
| 20-11-2018                                                               | Sydney                                                                   | Australia                                                                | 3 – 0                                                                    | Libano                                                                   | Amichevole                                                               | -                                                                        | 46’                                                                      |
| 7-6-2021                                                                 | Al Kuwait                                                                | Australia                                                                | 5 – 1                                                                    | Taipei cinese                                                            | Qual. Mondiali 2022                                                      | -1                                                                       |                                                                          |
| Totale                                                                   |                                                                          | Presenze                                                                 | 5                                                                        |                                                                          | Reti                                                                     | -2                                                                       |                                                                          |

## Palmarès

### Club

#### Competizioni nazionali
- Premier's Plate: 3

Central Coast Mariners: 2007-2008
Sydney FC: 2016-2017
Central Coast Mariners: 2023-2024
- FFA Cup: 1

Melbourne Victory: 2015
- Campionato australiano: 3

Sydney FC: 2016-2017
Central Coast Mariners: 2022-2023, 2023-2024
- Campionato belga: 1

Genk: 2018-2019
- Supercoppa del Belgio: 1

Genk: 2019

#### Competizioni internazionali
- Coppa dell'AFC: 1

Central Coast Mariners: 2023-2024